# Popiszki (sielsowiet Gierwiaty)
Popiszki (biał. Попішкі, Popiszki; ros. Попишки, Popiszki) – wieś na Białorusi, w obwodzie grodzieńskim, w rejonie ostrowieckim, w sielsowiecie Gierwiaty, w pobliżu Białoruskiej Elektrowni Jądrowej.
Współcześnie w skład wsi wchodzi także dawna miejscowość Korejwiszki.

## Historia
Pod zaborami Popiszki były zaściankiem włościańskim i folwarkiem. W II Rzeczypospolitej była to wieś i zaścianek. Korejwiszki natomiast pod zaborami i początkowo w II Rzeczypospolitej były zaściankiem szlacheckim, a później kolonią.
W XIX i w początkach XX w. położone były w Rosji, w guberni wileńskiej, w powiecie wileńskim, w gminie Worniany. Po I wojnie światowej pod administracją polską, w Zarządzie Cywilnym Ziem Wschodnich. W latach 1920–1922 w składzie Litwy Środkowej.
Od 11 kwietnia 1922 leżały w Polsce, w województwie wileńskim, w powiecie wileńsko-trockim, do 1 kwietnia 1927 w gminie Worniany, następnie w gminie Michaliszki/Gierwiaty.
Po II wojnie światowej w granicach Związku Sowieckiego. Od 1991 w niepodległej Białorusi. W latach 10. XXI w. w pobliżu wsi zbudowano Białoruską Elektrownię Jądrową.